# Seefedern
Die Seefedern (Pennatuloidea) sind eine Überfamilie der Achtstrahligen Blumentiere (Octocorallia), welche die Sand- und Schlickböden aller Weltmeere besiedeln. Sie leben meist in größeren Tiefen, nur in den Tropen auch im Flachwasser. Derzeit sind etwa 440 Arten beschrieben, von denen aber nur knapp die Hälfte gültig ist.

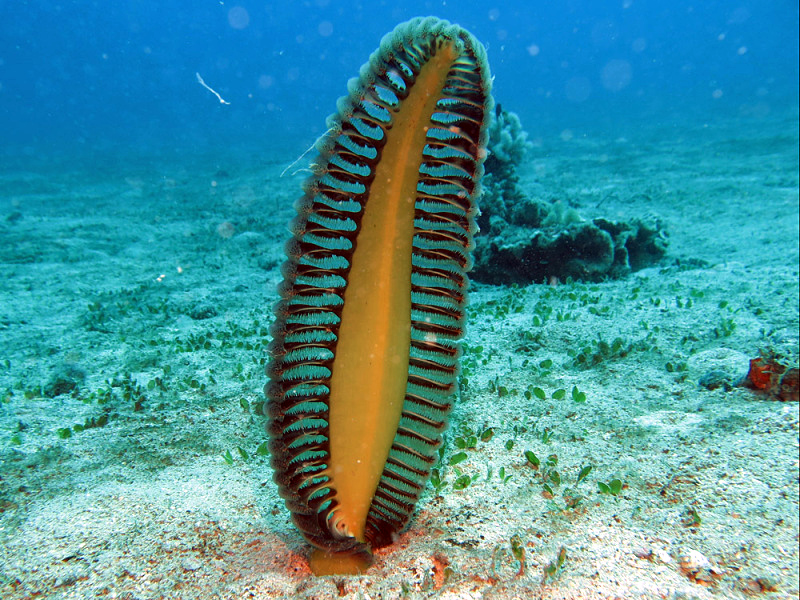
Pteroeides sp.

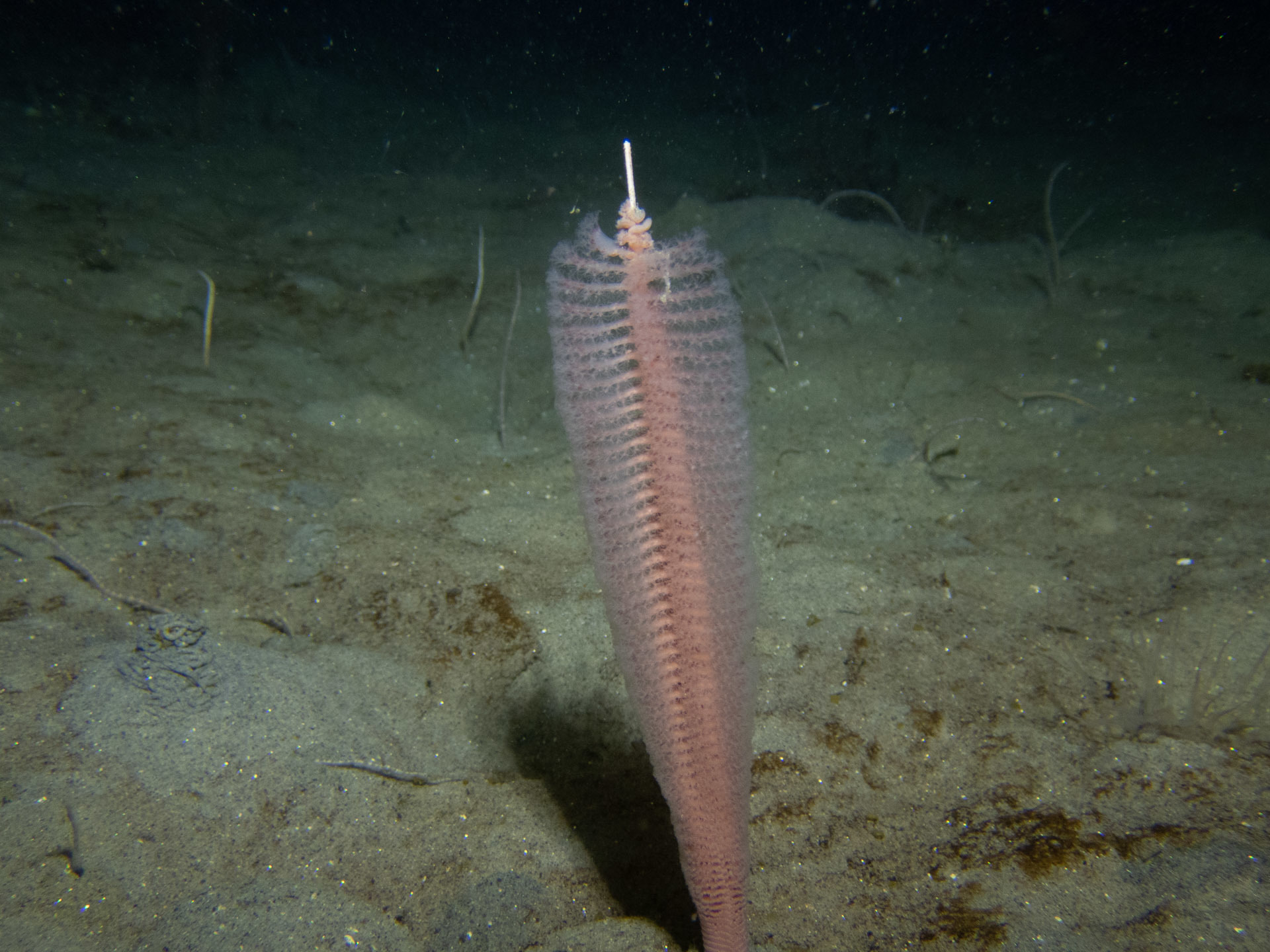
Stylatula elongata

## Merkmale
Die streng symmetrisch angeordnete Polypenkolonie ist sehr zäh und kräftig gebaut. Sie erinnert in ihrer Form an eine Feder. Von einem zentralen Stamm, der auf einem leicht anschwellbaren Grabfuss steht, zweigen im oberen Teil in einer Ebene zahlreiche Seitenäste ab, auf denen die einzelnen Polypen stehen. Die Festigkeit der Kolonie beruht auf der Einlagerung von Hornsubstanz (Pennatulin) und Kalknadeln, die platten- (am Fuß) oder nadelförmige Gestalt (am Stamm) haben. Die Polypen sind durch ihre geringe Größe (etwa 1 mm) und fehlende Färbung sehr unscheinbar. Die Farbe des Korallenskeletts ist meist leuchtend violettrot, innen jedoch viel heller. Eine Kolonie erreicht eine Höhe von 40 cm.
Seefedern gehören zu den Achtstrahligen Blumentieren (Octocorallia). Ihre Polypen haben immer acht gefiederte Tentakel. Sie unterscheiden sich von allen anderen Blumentieren dadurch, dass sie einen Primär- oder Axialpolypen besitzen, der aus zwei Teilen besteht: einem Fuß, der im Sand- oder Schlammboden eingegraben ist, und einem ins freie Wasser ragenden Teil, von dem die anderen Polypen abzweigen. Bei Irritationen können sie sich vollständig in ihren Fuß zurückziehen. Die Tiere sind bilateral symmetrisch und meist federförmig. Sie sind Filtrierer und ernähren sich von kleinstem Plankton. Einige Arten können biologisch erzeugtes Licht ausstrahlen (Biolumineszenz).
Die Gruppe der Seefedern stellt innerhalb der Blumentiere eine außerordentlich hoch entwickelte Organisationsstufe dar. Die Polypen sind untereinander durch ein sehr einfaches Nervensystem verbunden und reagieren bei äußeren Einflüssen deshalb auch wie ein einziges Tier. Ähnlich wie die Tote Meerhand wechseln Phasen der Polypenkontraktion mit denen der Expansion. Im Dunkeln leuchten die Kolonien häufig und locken so Planktonorganismen an, die sie mit ihren kleinen Tentakelköpfen wegfangen und verschlingen. Die Kolonien sind getrenntgeschlechtlich und die Geschlechtsprodukte werden ins freie Wasser abgegeben, wo dann die Befruchtung stattfindet. Aus dem befruchteten Ei bildet sich eine Planulalarve, die zum Bodenleben übergeht und zu einem Primärpolypen auswächst. Aus diesem einzelnen Tier entsteht durch Knospung eine ganze Kolonie. Bisher ist nur bei der Art Pennatula prolifera eine ungeschlechtliche Vermehrung bekannt. Bei dieser Art schnürt sich der obere Teil des Stockes ab und bildet eine neue Kolonie.

## Verbreitung
Kosmopolitisch, an den europäischen Küsten im Atlantik, Ärmelkanal, Nord- und westliche Ostsee, Mittelmeer.

## Lebensraum
Lebensraum der Seefedern sind Ton-, Sand- und Weichböden in 20 bis 2000 Meter Tiefe.

## Systematik
Traditionell sah man die Seefedern als eine der drei Ordnungen der Octocorallia an. Eine neuere phylogenetische Untersuchung verwirft jedoch diese ranghohe Stellung und ordnet die Seefedern nur noch als Überfamilie in die Ordnung Scleralcyonacea ein, die neben den Malacalcyonacea eine von zwei großen Kladen der Octocorallia darstellt. Schwestergruppe der Seefedern ist die Familie Ellisellidae.
Die traditionelle innere Gliederung der Seefedern sieht wie folgt aus:

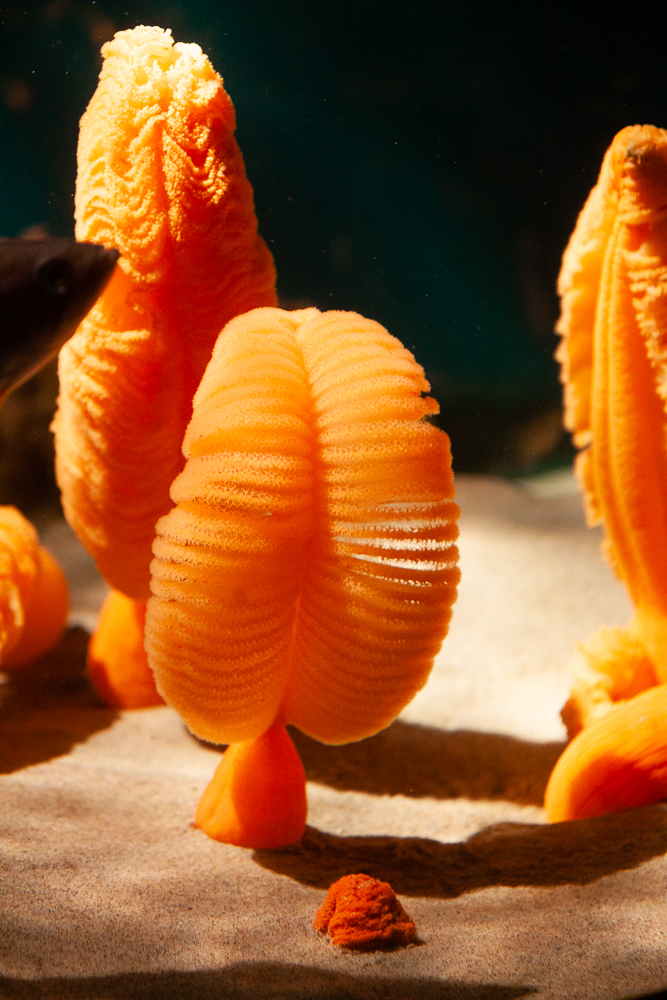
Ptilosarcus gurneyi

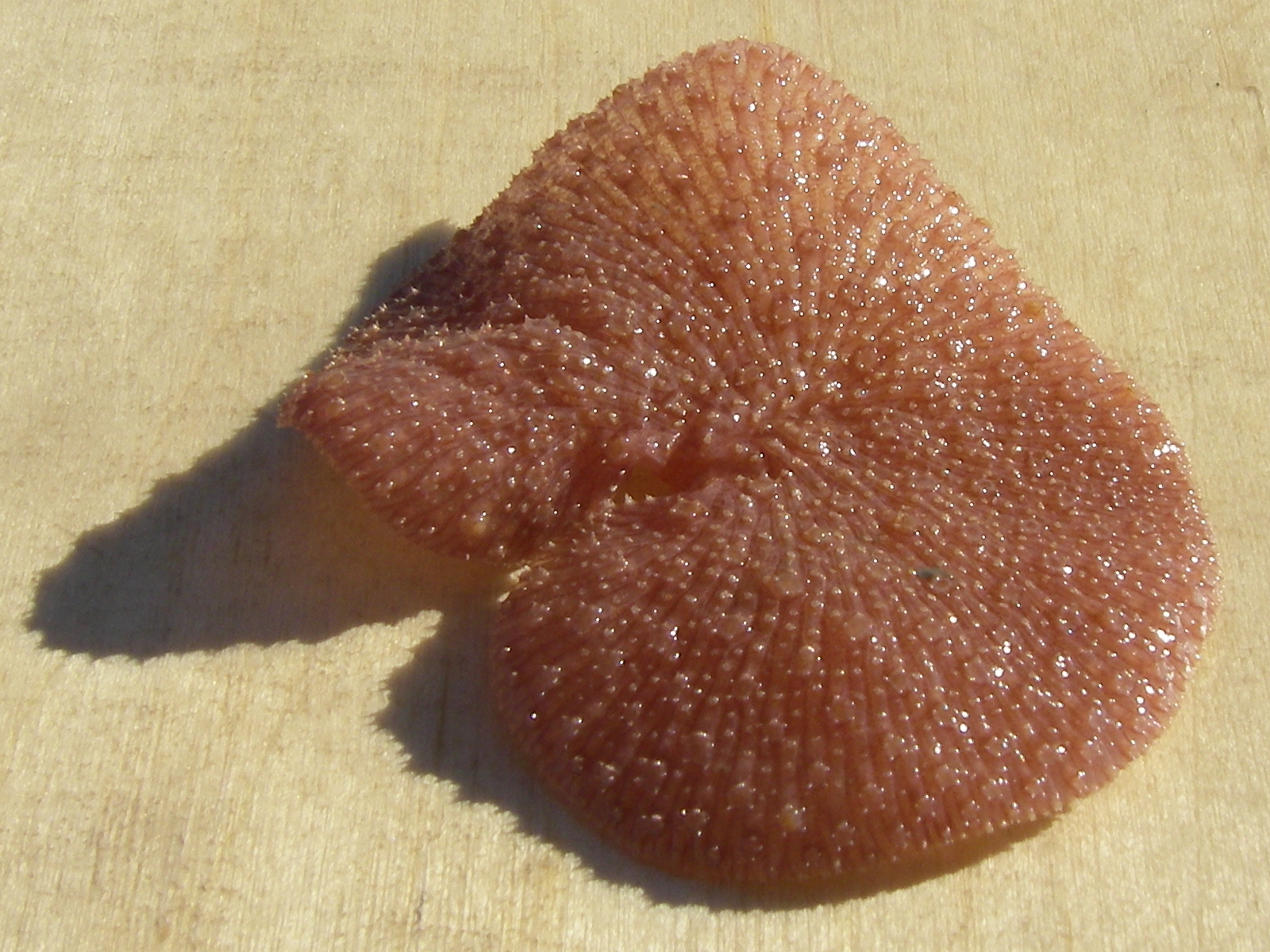
Renilla reniformis

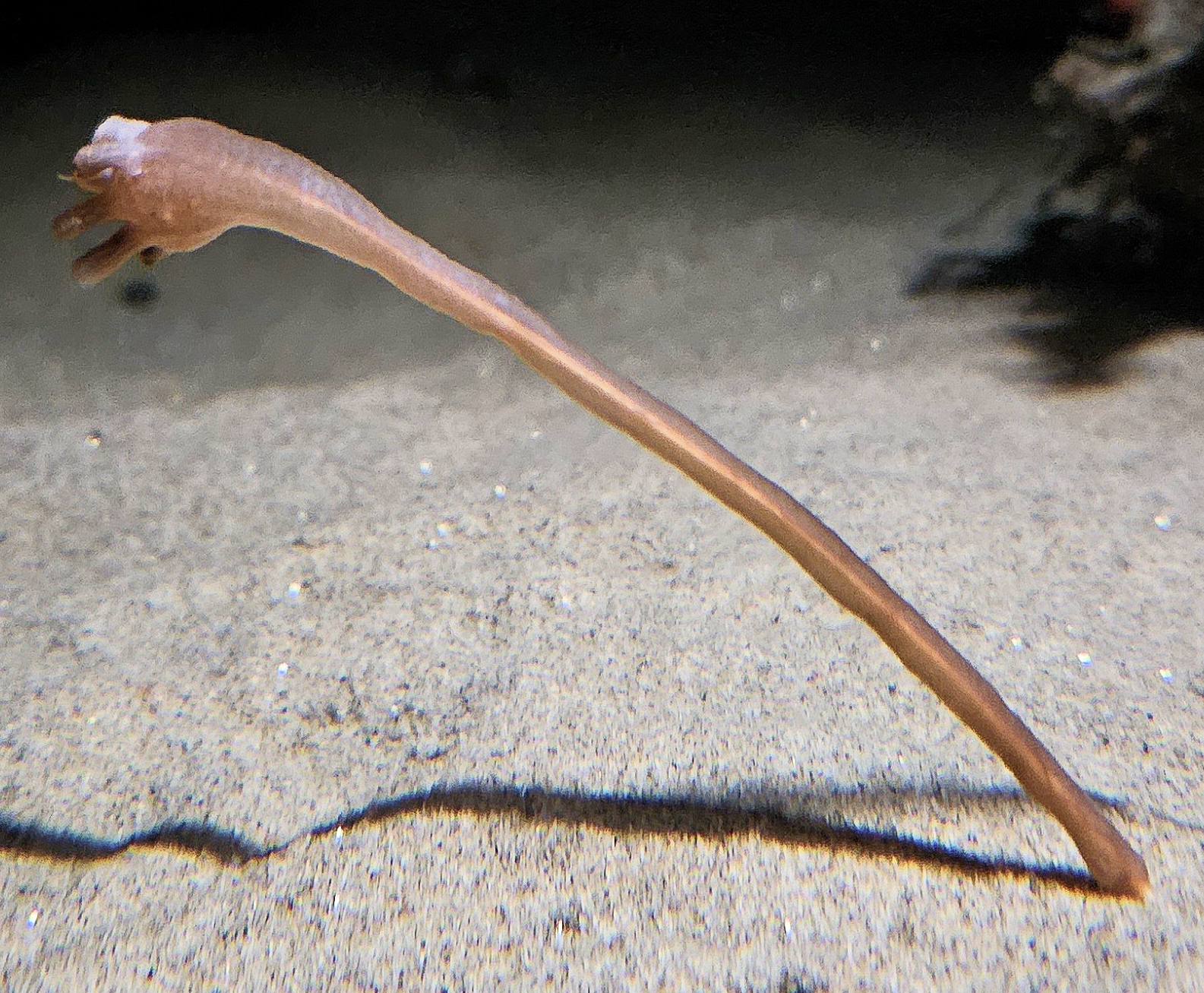
Umbellula sp.

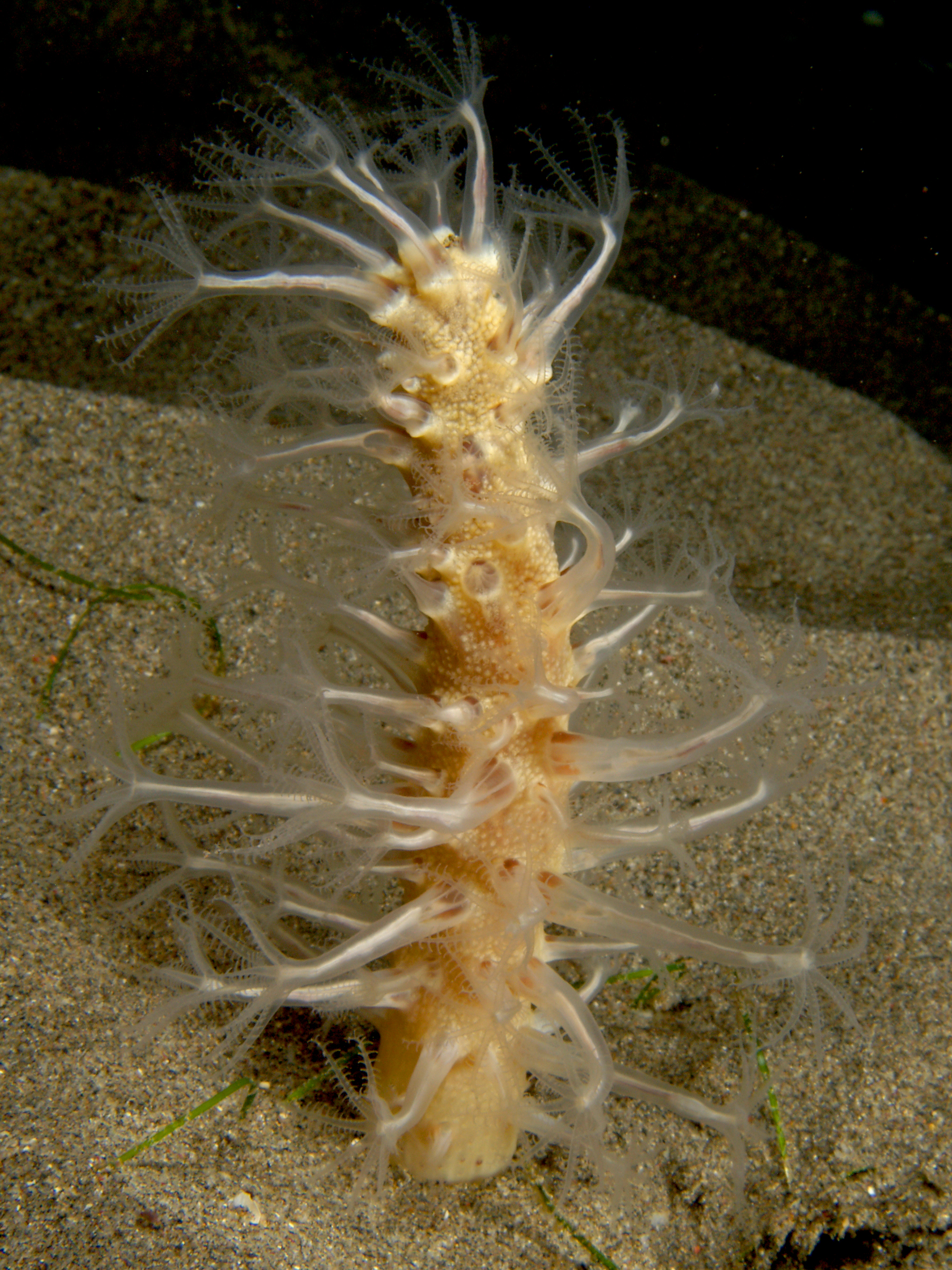
Veretillum sp.

- Überfamilie Seefedern (Pennatuloidea)
  - Familie Anthoptilidae Kölliker, 1880
    - Gattung Anthoptilum Koelliker 1880 (zwei Arten)

  - Familie Chunellidae Kükenthal, 1902
    - Gattung Amphiacme Kükenthal 1903
    - Gattung Chunella Kükenthal 1902

  - Familie Echinoptilidae Hubrecht, 1885
    - Gattung Actinoptilum Kükenthal in Kükenthal & Broch, 1911
    - Gattung Echinoptilum Hubrecht, 1885

  - Familie Funiculinidae Gray, 1870
    - Gattung Funiculina Lamarck, 1816 (drei Arten)

  - Familie Halipteridae Williams, 1995
    - Gattung Halipteris Kölliker, 1880 (sechs Arten)

  - Familie Kophobelemnidae Gray, 1860
    - Gattung Kophobelemnon Asbjörnsen, 1856
    - Gattung Malacobelemnon Tixier-Durivault 1965
    - Gattung Sclerobelemnon Kölliker, 1872

  - Familie Pennatulidae Goldfuß, 1820[4]
    - Gattung Crassophyllum Tixier-Durivault, 1961
    - Gattung Gyrophyllum Studer, 1891
    - Gattung Pennatula Linnaeus, 1758
    - Gattung Pteroeides Herklots, 1858
    - Gattung Ptilosarcus Verrill, 1866
    - Gattung Sarcoptilus Gray, 1848

  - Familie Protoptilidae Kölliker, 1872
    - Gattung Distichoptilum Verrill, 1882
    - Gattung Protoptilum Kölliker, 1872

  - Familie Renillidae Gray, 1870
    - Gattung Renilla Lamarck, 1816

  - Familie Scleroptilidae Jungersen, 1904
    - Gattung Calibelemnon Nutting, 1908
    - Gattung Scleroptilum Kölliker, 1880

  - Familie Stachyptilidae Kölliker, 1880
    - Gattung Gilibelemnon Lopez-Gonzalez & Williams, 2002
    - Gattung Stachyptilum Kölliker, 1880

  - Familie Umbellulidae Kölliker, 1880
    - Gattung Umbellula Lamarck, 1801

  - Familie Pseudumbellulidae López-González, 2022[5][6]
    - Gattung Pseudumbellula López-González & Drewery, 2022
    - Gattung Solumbellula López-González, 2022

  - Familie Veretillidae Herklots, 1858
    - Gattung Amphibelemnon López-González, Gili & Williams, 2000
    - Gattung Cavernularia Valenciennes in Milne-Edwards & Haime, 1850
    - Gattung Cavernulina Kükenthal & Broch, 1911
    - Gattung Lituaria Valenciennes, 1850
    - Gattung Veretillum Cuvier, 1798

  - Familie Virgulariidae Verrill, 1868
    - Gattung Acanthoptilum Kölliker, 1870
    - Gattung Scytaliopsis Gravier, 1906
    - Gattung Scytalium Herklots, 1858
    - Gattung Stylatula Verrill, 1864
    - Gattung Virgularia Lamarck, 1816

## Fossilbericht
Seefedern werden immer wieder mit Vertretern der Ediacara-Fauna, wie beispielsweise Charnia, in Verbindung gebracht. Allerdings lehnen Jonathan B. Antcliffe und Martin D. Brasier diese Verbindung kategorisch ab. Auch der Nachweis aus dem kambrischen Burgess-Schiefer ist zweifelhaft. Sichere Nachweise stammen erst aus der Unterkreide und dem Paläogen. Die kalzifizierte Achse ist im Querschnitt sehr ähnlich aufgebaut wie die Belemniten aus Jura und Kreide. Verwechslungen mit fossilen Seefedern waren ein Grund für den angeblichen Nachweis von Belemniten im „Tertiär“ (Paläogen und Neogen). Umgekehrt hat sich ein vermeintlicher Rest einer Seefeder aus der Obertrias als der Rest eines belemnoiden Cephalopoden entpuppt.